# Marktheidenfeld
Marktheidenfeld – miasto w Niemczech, w kraju związkowym Bawaria, w rejencji Dolna Frankonia, w regionie Würzburg, w powiecie Main-Spessart, siedziba wspólnoty administracyjnej Marktheidenfeld, do której jednak miasto nie należy. Leży ok. 17 km na południowy zachód od Karlstadt, nad Menem, przy autostradzie A3, drodze B8 i byłej linii kolejowej Lohr am Main - Würzburg.

## Dzielnice
W skład miasta wchodzą następujące dzielnice: 
- Altfeld
- Glasofen (z osiedlem: Eichenfürst)
- Marienbrunn
- Marktheidenfeld (z osiedlem: Haunermühle)
- Michelrieth
- Oberwittbach
- Zimmern

## Demografia
| Rok  | Liczba mieszk. |
| 1920 | 2 058          |
| 1938 | 2 687          |
| 1946 | 4 302          |
| 1970 | 8 364          |
| 1987 | 9 421          |
| 2000 | 10 803         |

## Polityka
Burmistrzem jest Helga Schmidt-Neder z WW.
Rada miasta:
|      | CSU | SPD | Zieloni | Wolni Wyborcy | Razem     |
| 2002 | 10  | 5   | 1       | 8             | 24 miejsc |
| 2008 | 9   | 5   | 1       | 9             | 24 miejsc |
| 2014 | 9   | 5   | 0       | 10            | 24 miejsc |

## Współpraca
Miejscowości partnerskie:
- Germantown, Stany Zjednoczone (od 1980)
- Montfort-sur-Meu, Francja (od 1988)
- Taidong, Republika Chińska (od 1985)
- Pobiedziska, Polska (od 2007)

## Osoby urodzone w Marktheidenfeldzie
- Friedrich Fleischmann (1766-1798), kompozotor
- René Frank (ur. 1974), kompozytor i pisarz
- Tanja Hart (ur. 1974), siatkarka
- Tina Landgraf (ur. 1976), aktorka telewizyjna
- Regina Schleicher (ur. 1974); kolarka